# Guy Pnini
Guy Pnini (in ebraico גיא פניני‎?; Tel Aviv, 4 settembre 1983) è un ex cestista israeliano.
Alto 201 cm per 97 kg, giocava come ala piccola.

## Carriera
Con Israele ha disputato sei edizioni dei Campionati europei (2007, 2009, 2011, 2013, 2017, 2022).

## Statistiche

### Eurolega
| Anno       | Squadra          | PG  | PT | MP   | TC%  | 3P%  | TL%  | RP  | AP  | PRP | SP  | PP  |
| ---------- | ---------------- | --- | -- | ---- | ---- | ---- | ---- | --- | --- | --- | --- | --- |
| 2009-2010  | Maccabi Tel Aviv | 20  | 11 | 15,2 | 41,4 | 40,0 | 68,0 | 1,8 | 0,8 | 0,4 | 0,0 | 4,6 |
| 2010-2011  | Maccabi Tel Aviv | 22  | 5  | 19,8 | 48,6 | 45,8 | 77,8 | 1,7 | 1,1 | 0,4 | 0,0 | 7,2 |
| 2011-2012  | Maccabi Tel Aviv | 19  | 0  | 12,6 | 36,7 | 31,7 | 88,9 | 1,3 | 1,1 | 0,4 | 0,1 | 3,4 |
| 2012-2013  | Maccabi Tel Aviv | 23  | 2  | 13,4 | 43,1 | 30,2 | 81,0 | 1,2 | 1,0 | 0,3 | 0,1 | 4,0 |
| 2013-2014† | Maccabi Tel Aviv | 27  | 20 | 18,4 | 42,4 | 41,3 | 58,3 | 1,8 | 1,8 | 0,4 | 0,1 | 5,6 |
| 2014-2015  | Maccabi Tel Aviv | 4   | 1  | 20,7 | 65,2 | 46,7 | 62,5 | 2,0 | 1,5 | 0,8 | 0,0 | 9,5 |
| 2015-2016  | Maccabi Tel Aviv | 10  | 2  | 15,6 | 47,2 | 46,7 | 83,3 | 1,1 | 1,0 | 0,4 | 0,0 | 5,3 |
| 2016-2017  | Maccabi Tel Aviv | 29  | 1  | 12,7 | 36,5 | 27,7 | 53,3 | 1,6 | 1,2 | 0,3 | 0,0 | 2,6 |
| Carriera   | Carriera         | 154 | 42 | 15,5 | 43,0 | 38,7 | 70,4 | 1,5 | 1,2 | 0,4 | 0,0 | 4,7 |

## Palmarès

### Squadra
- Campionato israeliano: 5

Maccabi Tel Aviv: 2010-11, 2011-12, 2013-14, 2022-23
Hapoel Holon: 2021-22
- Coppa di Israele: 11

Hapoel Gerusalemme: 2006-07, 2007-08
Maccabi Tel Aviv: 2009-10, 2010-11, 2011-12, 2012-13, 2013-14, 2014-15, 2015-16, 2016-17
Hapoel Holon: 2017-18
- Coppa di Lega israeliana: 6

Maccabi Tel Aviv: 2010, 2011, 2012, 2013, 2015, 2022
- Lega Adriatica: 1

Maccabi Tel Aviv: 2011-12
- Eurolega: 1

Maccabi Tel Aviv: 2013-14
- Lega Balcanica: 1

Hapoel Holon: 2020-21

### Individuale
- All-Israeli League Second Team: 1

Hapoel Holon: 2018-19
- Ligat ha'Al Sixth Man of the Year: 1

Hapoel Holon: 2020-21